# Rehber (Alevisme)
Rehber (Persisk: vejviser, guide) er den person, som i alevismen har den ledende funktion i en dedes fravær. En rehber fungerer også som dedens assistent ved andre lejligheder, som eksempelvis til de religiøse cem-ceremonier. Der er oftest en rehber i hver landsby, som sørger for at oplyse folk og gøre dem klar til at blive initieret i den alevitiske "vej" eller Tariqat. Rehber-stillingen er også en af cem-ceremoniernes Tolv Tjenester (Oniki Hizmet) og symboliserer i denne sammenhæng Imam Hussein.
I nogle egne bruges udtrykket rehber også om en bestemt dede-stilling som led i et større hierarki.